# Stenoseris
Stenoseris là một chi thực vật có hoa trong họ Cúc (Asteraceae).

## Loài
Chi Stenoseris gồm các loài: